# Lavrans Solli
Lavrans Solli, né le 21 février 1992, est un nageur norvégien.
En 2012, il obtient une médaille de bronze aux Championnats d'Europe en petit bassin sur le relais 4 × 50 m quatre nages.
Il participe ensuite aux Jeux olympiques de Londres où il se classe 26e des séries du 100 m dos.
Aux Championnats du monde 2015, il est finaliste du 50 m dos, pour une sixième place.

## Palmarès

### Championnats d'Europe
Petit bassin
- Championnats d'Europe 2012 à Chartres ( France) :
  -  Médaille de bronze au titre du relais 4 × 50 m quatre nages.